# Неделя моды в Нью-Йорке
Неделя моды в Нью-Йорке  (англ. New York Fashion Week) — серия мероприятий (обычно продолжительностью 7—9 дней), на которых покупателям, прессе и широкой публике демонстрируются международные коллекции модной одежды. Это одна из четырёх крупнейших недель моды в мире, известных под общим названием Big 4 (большая четверка), наряду с неделями моды в Париже, Лондоне и Милане. Совет модельеров Америки (CFDA) создал современное понятие централизованной Недели моды в Нью-Йорке в 1993 году, хотя такие города, как Лондон, уже использовали название своего города в сочетании со словами неделя моды в 1980-х годах. Неделя моды в Нью-Йорке основана на гораздо более старой серии мероприятий под названием «Неделя прессы», основанной в 1943 году. Экономический эффект Недели моды в Нью-Йорке оценивается в 887 миллионов долларов.

## История
Первая Неделя моды в Нью-Йорке была проведена в 1943 году Элеонорой Ламберт, пресс-директором первой рекламной организации американской индустрии моды нью-йоркского института одежды.
Первая в мире неделя моды называлось «Неделя прессы» и была проведена для того, чтобы отвлечь внимание от французской моды во время Второй мировой войны, когда инсайдеры индустрии моды не могли поехать в Париж, чтобы посмотреть французские показы мод. Данное мероприятие также предназначалось для демонстрации работ американских дизайнеров модным журналистам, которые пренебрегали американскими модными инновациями.
Неделя прессы прошла успешно, и модные журналы, такие как Vogue, которые обычно были заполнены французскими дизайнами, все чаще стали освещать американскую моду.
К середине 1950-х годов это мероприятие стало известно как «Неделя прессы Нью-Йорка».

## Нововведения
Нью-Йоркская Неделя моды одна из первых придумала новый формат для проведения показов. С целью снизить стоимость своих дефиле, затраты на которые достигают $750 000, дизайнеры используют для показов новинок не моделей, а манекенов (Vera Wang). Часть показов проводится в сети Интернет. Anna Sui, BCBG Max Azria, Derek Lam, DKNY и Michael Kors, устраивают онлайн-трансляции своих шоу. Mara Hoffman, Sergio Davila and Nicholas K объединили свои шоу в один показ, что помогло сэкономить им 40 % от стоимости проведения шоу.

Ежегодно около 200 тысяч людей посещают Неделю моды в Нью-Йорке, оставляя там около 400 миллионов долларов. Налоговые отчисления в бюджет Нью-Йорка составляют более 100 миллионов долларов за каждый сезон.

## Дизайнеры
В Нью-Йоркской неделе моды регулярно участвуют:
1. Michael Kors
2. Tommy Hilfiger
3. Anna Sui
4. Custo Barcelona
5. Marc Jacobs
6. Donna Karan
7. Diane von Fürstenberg
8. Vera Wang

## Коллекции
В сентябре 2011 года была показана коллекция весна-лето 2012, которая задала высокую планку последующим модным событиям. Главными тенденциями можно назвать сочетания пиджака с короткими шортами, которые прослеживались в коллекциях Ralph Lauren и Marc Jacobs. На подиум возвращается юбка-трапеция, которая идеально смотрится практически на любой фигуре. Морская тема также актуальна: вещи в полоску неизменные спутники лета.

## Интересные факты
1. В истории Недели моды в Нью-Йорке было немало курьезных случаев: предложение руки и сердца (модели вышли на подиум с табличками, на которых было написано «Ты выйдешь за меня?»), бесчисленное количество падений манекенщиц, акция против использования натурального меха на показе Донны Каран. Нью-Йоркскую неделю моды не отменили даже когда на город обрушился ураган в 1999 году.
2. Миланская Неделя моды сезона осень/зима 2012-13 планируется позже, что приведет к пересечению с датами Лондонской Недели, из-за того, что Нью-Йоркская Неделя откроется на неделю позже, чем обычно, а именно 13 сентября 2012. Даты проведения Недель моды последний раз были согласованы в 2008 году. Итальянская Палата Моды (Camera Nazionale della Moda) утверждает, что договоренность была достигнута сроком на 3 года, который истекает в этом году.[9]

## Вечеринки
Неделя моды в Нью-Йорке всегда сопровождается бурной серией увеселительных мероприятий, которые посещают звездные гости. Старт Недели моды в Нью-Йорке дает традиционная благотворительная гала-вечеринка amfAR, которая собирает всех неравнодушных к моде, начиная от бывшего президента США Билла Клинтона до звезды сериала «Сплетница» Блейк Лавли.